# ميناء طابا
ميناء طابا البحري هو ميناء بحري سياحي بدأ كمارينا صغيرة لليخوت في 5 يونيو 2005، وتم تطويره إلى ميناء تجاري سياحي متكامل تنطلق منه رحلات اليخوت إلى ميناء العقبة الأردني. تمتلك هيئة موانئ البحر الأحمر حصة 51% من الميناء، وتقوم على إدارة الميناء شركة مساهمة مع شركتي طابا هايتس وطابا للفنادق المملوكتان أوراسكوم للتنمية مصر. يعمل الميناء على تنشيط العملية السياحية بالمنطقة من خلال استقبال الوفود السياحية القادمة إلى مدينة طابا من ميناء العقبة بما يساهم في إنعاش الحركة السياحية في مصر.
أطلقت الحكومة المصرية مشروع جديد لتطوير الميناء لتحويله إلى ميناء يصلح لتصدير الحاصلات الزراعية المصرية بتكلفة تبلغ 50 مليون جنيه، وذلك لاختصار وقت نقل المنتجات الزراعية إلى ميناء العقبة من إجمالي عدد ساعات يتراوح بين 24 إلى 36 ساعة إلى 45 دقيقة على الأكثر في رحلات سريعة يمكن أن تنقل 20 ألف شاحنة بعبارات سنوياً. ويشتمل مخطط التطوير على إنشاء إدارات للجوازات، وأمن الموانئ، والحجر البيطري والزراعي، والرقابة على الصادرات، والدفاع المدني، ومكافحة الحرائق، ومناطق لانتظار السيارات، ووحدة لتحلية مياه البحر، واستراحات للعاملين، ومحطة بنزين، وفنار عملاق جديد.